# بهشاد مختاری
بهشاد مختاری (زاده ٢٢ تیر ١٣۶٠ در بیرجند) بازیگر سینما و تلویزیون ایرانی است. 
بهشاد مختاری کار خود را از سال ١٣۷۷ در تئاتر آغاز کرد و از سال ١٣۸۲ وارد سینما شد. به گفته خودش، نخستین انگیزه بازیگری در وی در سن ۶ سالگی‌ با دیدن بازی مهدی هاشمی در سریال سلطان و شبان بوده است. 

## فعالیت در تئاتر
- نمایش دار و دلدار
- نمایش دوازده [۳]
- نمایش زیرزمین [۴]
- نمایش پینوکیو [۵]

## فعالیت در خوانندگی
فروردین سال ١٣٩٧ با همکاری عرفان خاکی قطعه دل برهاری از رسانه‌های هنری پخش شد.

## فیلم شناسی

### سینمایی
- چند می‌گیری گریه کنی
- پا تو کفش من نکن (فیلم ۱۳۹۵)

### تلویزیون
| سال       | نام مجموعه         | در نقش                              | یادداشت            |
| --------- | ------------------ | ----------------------------------- | ------------------ |
| ۱۳۹۹      | یکی بود ، یکی نبود | غصه خور                             | شبکه قرآن          |
| ١٣٩٨      | حکایت‌های کمال      | بازیگر                              | شبکه دو            |
| ۹۵ - ۱۳۹۴ | آسپرین             | امید                                | صاحب قهوه خانه     |
| ۱۳۹۳      | شکرآباد            | بازیگر                              | شبکه نسیم          |
|           | پیک تابستان        |                                     | برنامه زنده طنز    |
|           | شب‌های برره         | شاگرد قهوه چی                       | سریال              |
|           | ماجراهای محله ما   |                                     | سریال              |
|           | مهمانپذیر سعادت    |                                     | سریال              |
|           | امیرعلی            |                                     | سریال              |
|           | قهوه تلخ           | مخبر الدوله سر سعدی (خبر چین دربار) |                    |
| ۱۳۹۰      | خنده بازار         |                                     | سری سوم این برنامه |
|           | خانه اجاره‌ای       | جمال                                |                    |
|           | فراموشی            |                                     |                    |